# Schepetiwka
Schepetiwka (ukrainisch Шепетівка; russisch Шепетовка Schepetowka, polnisch Szepetówka) ist eine Stadt in der Ukraine mit etwa 42.000 Einwohnern (Stand 2019). Die Stadt liegt etwa 100 km nördlich der Stadt Chmelnyzkyj am Fluss Huska (Гуска).

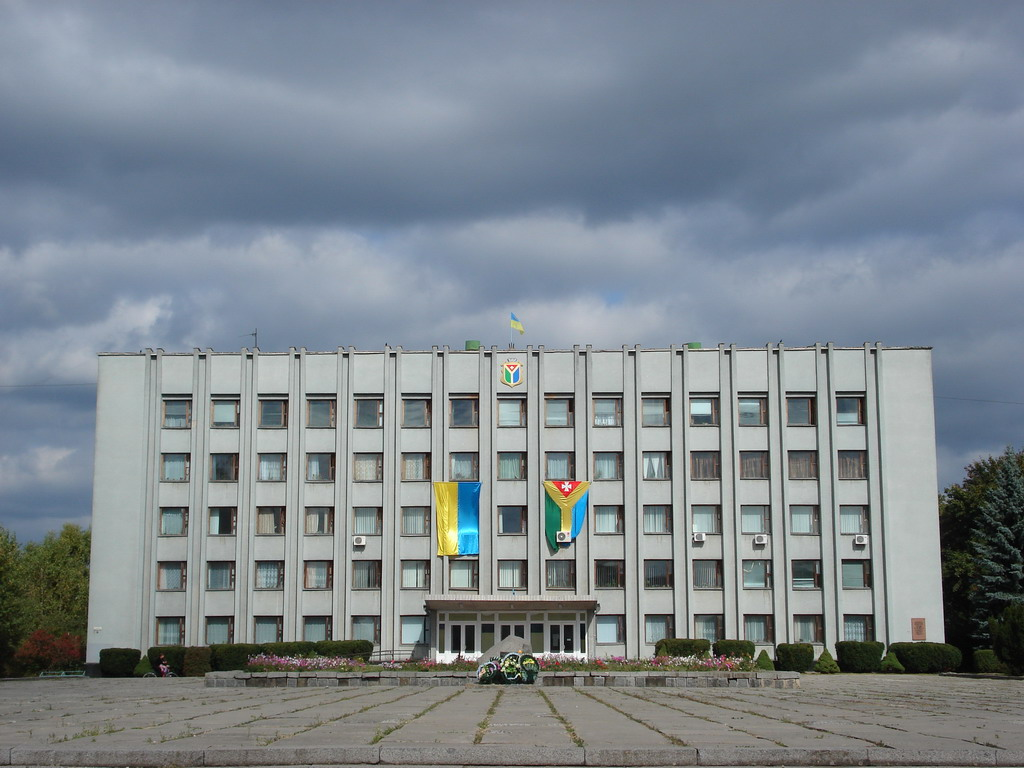
Stadtratsgebäude im Ort

Zur Zeit der UdSSR war die Stadt ein wichtiger Verkehrsknotenpunkt, da sich hier fünf wichtige Bahnlinien trafen, noch heute treffen hier die Bahnstrecken Kowel–Kosjatyn, Ternopil–Schepetiwka und Kelmenzi–Kalinkawitschy zusammen.

## Geschichte
Die erste Erwähnung stammt aus dem Jahr 1594. Bereits 1619 erhielt der Ort erstmals Stadtrechte und wurden im Jahr 1923 neuerlich als Stadt anerkannt. Sieben Jahre später, 1930, wird die Stadt zur Hauptstadt des Rajons Schepetiwka. Seit 1954 gehören Rajon und Stadt Schepetiwka zur Oblast Chmelnyzkyj.
Die vermutlich in der ersten Hälfte des 19. Jahrhunderts gebaute Große Synagoge wurde im Ersten und im Zweiten Weltkrieg zwar beschädigt, aber nicht zerstört. Heute (2020) ist sie sorgfältig renoviert.
In der Stadt bestand das Kriegsgefangenenlager 306 für deutsche Kriegsgefangene des Zweiten Weltkriegs.

## Verwaltungsgliederung
Am 12. Juni 2020 wurde die Stadt zum Zentrum der neugegründeten Stadtgemeinde Schepetiwka (Шепетівська міська громада/Schepetiwska miska hromada). Zu dieser zählen auch die 3 in der untenstehenden Tabelle aufgelisteten Dörfer, bis dahin bildete sie die gleichnamige Stadtratsgemeinde Schepetiwka (Шепетівська міська рада/Schepetiwska miska rada) im Westen des Rajons Schepetiwka.
Folgende Orte sind neben dem Hauptort Schepetiwka Teil der Gemeinde:
| Name                     | Name       | Name                  |
| ukrainisch transkribiert | ukrainisch | russisch              |
| ------------------------ | ---------- | --------------------- |
| Plesna                   | Плесна     | Плесна                |
| Plischtschyn             | Пліщин     | Плещин (Pleschtschin) |
| Schylynzi                | Жилинці    | Жилинцы (Schilinzy)   |

## Söhne und Töchter der Stadt
- Małgorzata Łucja Szewczyk (1828–1905), Ordensgründerin, Selige der römisch-katholischen Kirche
- Walentina Matwijenko (* 1949), russische Politikerin und Gouverneurin von Sankt Petersburg
- Oleksij Mes (1993–2024), Kampfpilot
- Nikolai Alexejewitsch Ostrowski (1904–1936), Autor von "Wie der Stahl gehärtet wurde" wohnte in seiner Kindheit in dem Ort, wie auch der Held seines Buches, Pawel Kortschagin